# William Kickett
William Kickett (ur. 9 lutego 1987) – australijski bokser, mistrz Australii w kategorii superpiórkowej w roku 2007.

## Kariera zawodowa
Jako zawodowiec zadebiutował 3 marca 2007 roku. W swojej szóstej zawodowej walce został mistrzem Australli w kategorii superpiórkowej, zwyciężając 18 lipca 2007 Junmara Duloga. 
24 czerwca 2008 odniósł największe zwycięstwo w zawodowej karierze, pokonując na punkty byłego mistrza świata IBF w kategorii superpiórkowej - Gairy St. Claira. St. Clair był w tym pojedynku dwukrotnie liczony, przegrywając ostatecznie jednogłośnie na punkty. W swoim kolejnym pojedynku, który odbył się 22 lipca 2008, Kickett zdobył regionalne tytuły WBO i IBF w kategorii superpiórkowej, zwyciężając Argentyńczyka Vicente Martína Rodrígueza. Tytuły utracił 7 listopada tego samego roku, doznając sensacyjnej porażki przez nokaut z Ahmedem Elomarem.
27 czerwca 2010 zmierzył się z Amerykaninem Adrienem Bronerem w walce zakontraktowanej na osiem rund. Kickett przegrał przez nokaut, będąc wcześniej dwukrotnie liczonym.